# The Basement Tapes
| 전문가 평가                   | 전문가 평가 |
| 평가 점수                     | 평가 점수   |
| 출처                          | 점수        |
| ----------------------------- | ----------- |
| AllMusic                      | [ 3 ]       |
| Chicago Tribune               | [ 4 ]       |
| Christgau's Record Guide      | A+          |
| Encyclopedia of Popular Music | [ 6 ]       |
| Entertainment Weekly          | A           |
| PopMatters                    | 9/10        |
| The Rolling Stone Album Guide | [ 9 ]       |
| Tom Hull                      | A–          |

《The Basement Tapes》는 미국의 싱어송라이터 밥 딜런과 더 밴드의 음반이다. 1975년 6월 26일, 컬럼비아 레코드에 의해 발매되었으며 딜런의 열여섯 번째 스튜디오 음반이다. 음반의 24곡 중 3분의 2는 딜런이 밴드의 지원을 받는 리드 보컬을 맡고 있으며, 음반이 발매되기 8년 전인 1967년에 녹음되어 뉴욕주 우드스톡의 딜런의 집에서 시작된 세션 동안 《Blonde on Blonde》와 《John Wesley Harding》의 후속 발매가 진행되면서 녹음되었다가 빅 핑크의 지하로 옮겨졌다. 이들 대부분은 해적판 음반에 등장했지만, 《The Basement Tapes》는 그들의 첫 공식 발매였다. 이전에 모두 사용할 수 없었던 나머지 8곡은 딜런 없는 밴드가 특징이며 1967년과 1975년 사이에 녹음되었다.
1965년~1966년 월드 투어 동안 딜런은 후에 더 밴드로 유명해질 5인조 록 그룹인 호크스의 지원을 받았다. 1966년 7월, 오토바이 사고로 딜런이 부상을 당한 후, 호크스의 멤버 4명이 우드스톡 지역에 있는 딜런의 집에 와서 음악 및 영화 프로젝트와 관련하여 그와 협력하였다. 딜런은 1967년 장기 회복 기간 동안 대중의 눈을 피해 있었지만, 그와 호크스의 멤버들은 원곡과 컨템포러리 커버, 그리고 전통 소재를 통합하여 100곡 이상의 트랙을 함께 녹음했다. 딜런의 새로운 작문 방식은 그의 가장 최근 음반인 《Highway 61 Revisited》와 《Blonde on Blonde》를 특징으로 했던 도시적 감성과 확장된 서술에서 벗어나, 좀 더 친밀하고 많은 미국 전통 음악의 스타일을 끌어들이는 곡들을 향해 나아갔다. 지하 노래 중에는 유머러스한 것도 있지만, 아무것도 아닌 것, 배신, 구원에 대한 탐구에 연연하는 것도 있다. 일반적으로, 그들은 아메리카나 장르를 기대하며 뿌리가 있는 자질을 가지고 있다. 일부 비평가들에게 비공식적인 형태로 널리 유포된 《The Basement Tapes》의 곡들은 60년대 후반 록 음악에 대한 주요한 양식적 도전에 올랐다.
1975년 컬럼비아 레코드가 정식 발매용으로 음반을 준비했을 때, 1967년에서 1975년 사이 다양한 장소에서 더 밴드가 단독으로 녹음한 8곡이 1967년 딜런과 밴드가 녹음한 16곡에 추가되었다. 1975년에 오버더빙은 두 카테고리의 노래에 추가되었다. 《The Basement Tapes》는 발매되자 비평가들의 호평을 받으며 빌보드 200에서 7위에 올랐다. 이후 1975년 음반의 포맷으로 인해 비평가들은 딜런의 가장 잘 알려진 1967년 작곡의 일부 누락과 우드스톡에 녹음되지 않은 밴드의 소재 포함에 의문을 제기하게 되었다.

## 배경 및 녹음
1966년 7월까지 밥 딜런은 창조적 성공과 상업적 성공의 정점에 있었다. 《Highway 61 Revisited》는 1965년 11월, 미국 음반 차트 3위에 올랐으며, 최근 발매된 더블 음반 《Blonde on Blonde》는 널리 호평을 받았다. 1965년 9월부터 1966년 5월까지 딜런은 로큰롤 음악가인 로니 호킨스와 함께 활동했던 밴드 호크스의 지원을 받아 미국, 호주, 유럽 전역을 순회하는 대규모 투어에 나섰다. 호크스는 릭 단코, 가스 허드슨, 리처드 마누엘, 로비 로버트슨 등 네 명의 캐나다 음악가와 한 명의 미국인 레번 헬름으로 구성되었다. 딜런의 관객들은 록 밴드가 지원하는 그들의 포크 아이콘 소리에 적개심으로 반응했다. 부정적인 반응에 실망한 헬름은 1965년 11월, 호크스를 그만두고 한때 멕시코 만에서 석유 굴착기 작업을 하면서 남부를 떠돌았다. 이 투어는 1966년 5월, 영국 맨체스터에서 열린 유명한 시끌벅적한 콘서트로 절정에 달했다. 한 관객이 딜런을 향해 정치적으로 프로그레시브 포크 음악의 명분을 배신했다는 이유로 "배반자!(Judas!)"라고 외치면서 말이다. 월드 투어의 바쁜 일정에 지쳐 돌아온 딜런은 그의 매니저인 알버트 그로스만이 그 해에 미국 전역에서 63번의 콘서트를 더 주선했다는 것을 발견했다.

### 오토바이 충돌 사고
1966년 7월 29일, 딜런은 뉴욕주 우드스톡에 있는 자신의 집 근처에서 트라이엄프 오토바이를 충돌시켰다. 그는 척추뼈에 금이 가고 가벼운 뇌진탕을 겪었다. 그가 공연할 예정이었던 콘서트는 취소되어야 했다. 전기 작가 클린턴 헤일린은 1990년에 그 사고의 중요성에 대해 이렇게 썼다. "사고가 발생한 지 4분의 1세기가 지난 지금도, 딜런의 오토바이 사고는 그의 경력의 전환점으로 여겨진다. 그의 바퀴가 정말로 폭발했던 갑작스럽고 급작스러운 순간으로. 가장 큰 아이러니는 사고 다음 해인 1967년이 작곡가로서 그의 가장 다작이었던 해라는 점이다." 1969년 《롤링 스톤》과의 인터뷰에서 잰 웬너가 질문했을 때, 딜런은 이렇게 말했다. "끔찍한 오토바이 사고를 당했어요. 그 일로 한동안 멀어져 있었죠. 그리고 저는 그 사고의 중요성을 사고가 있고 적어도 1년이 지나서야 느꼈어요. 그게 진짜 사고였다는 걸 깨달았어요. 그냥 일어나서 예전처럼 하던 일을 계속할 수 있을 거라고 생각했는데… 더는 그렇게 할 수 없었어요."
딜런은 자신의 인생 방향을 재조정하면서 착취당한 느낌에서 회복하고 있었다. 사고 후 9개월이 지난 후, 그는 뉴욕 《데일리 뉴스》의 기자 마이클 야케타에게 이렇게 말했다. "노래는 항상 그렇듯 내 머릿속에 있어. 그리고 그 노래들은 어떤 것들이 정리되지 않는 한 적혀지지 않을 거야. 어떤 사람들이 나와서 일어난 일들에 대해 보상할 때까지는 말이지." 딜런과 사고에 대해 논의한 전기 작가 로버트 셸턴은 그가 "그가 말하고 있는 것은 팝스타로서 또 다른 삶의 방식이 있어야 한다는 것이었고, 그 방식은 그가 통제할 수 있어야 하며, 그들이 아니라는 것"이라고 결론지었다. 그는 녹음 산업과 협력하는 자신의 방법을 찾아야 했고, 한때 친구였던, 오랜 시간 매니저였고, 가끔 이웃이었으며, 때때로 집주인이었던 앨버트 그로스먼과의 관계를 정리해야 했다.

## 곡 목록
모든 곡들은 특별한 언급이 없는 한 밥 딜런에 의해 작사/작곡하였다.
| #  | 제목                                         | 작사·작곡        | 재생 시간 |
| -- | -------------------------------------------- | ---------------- | --------- |
| 1. | 〈Odds and Ends〉                            |                  | 1:47      |
| 2. | 〈Orange Juice Blues (Blues for Breakfast)〉 | 리처드 마누엘    | 3:39      |
| 3. | 〈Million Dollar Bash〉                      |                  | 2:32      |
| 4. | 〈Yazoo Street Scandal〉                     | 로비 로버트슨    | 3:29      |
| 5. | 〈Goin' to Acapulco〉                        |                  | 5:27      |
| 6. | 〈Katie's Been Gone〉                        | 마누엘, 로버트슨 | 2:46      |

| #  | 제목                    | 작사·작곡         | 재생 시간 |
| -- | ----------------------- | ----------------- | --------- |
| 1. | 〈Lo and Behold!〉      |                   | 2:46      |
| 2. | 〈Bessie Smith〉        | 릭 단코, 로버트슨 | 4:18      |
| 3. | 〈Clothes Line Saga〉   |                   | 2:58      |
| 4. | 〈Apple Suckling Tree〉 |                   | 2:48      |
| 5. | 〈Please, Mrs. Henry〉  |                   | 2:33      |
| 6. | 〈Tears of Rage〉       | 딜런, 마누엘      | 4:15      |

| #  | 제목                                       | 작사·작곡        | 재생 시간 |
| -- | ------------------------------------------ | ---------------- | --------- |
| 1. | 〈Too Much of Nothing〉                    |                  | 3:04      |
| 2. | 〈Yea! Heavy and a Bottle of Bread〉       |                  | 2:15      |
| 3. | 〈Ain't No More Cane〉                     | 민요             | 3:58      |
| 4. | 〈Crash on the Levee (Down in the Flood)〉 |                  | 2:04      |
| 5. | 〈Ruben Remus〉                            | 마누엘, 로버트슨 | 3:16      |
| 6. | 〈Tiny Montgomery〉                        |                  | 2:47      |

| #  | 제목                        | 작사·작곡  | 재생 시간 |
| -- | --------------------------- | ---------- | --------- |
| 1. | 〈You Ain't Goin' Nowhere〉 |            | 2:42      |
| 2. | 〈Don't Ya Tell Henry〉     |            | 3:13      |
| 3. | 〈Nothing Was Delivered〉   |            | 4:23      |
| 4. | 〈Open the Door, Homer〉    |            | 2:49      |
| 5. | 〈Long Distance Operator〉  |            | 3:39      |
| 6. | 〈This Wheel's on Fire〉    | 단코, 딜런 | 3:52      |